# Elecciones al Congreso de los Diputados de abril de 2019 (León)
Las elecciones al Congreso de los Diputados de 2019 se celebraron en la provincia de León el domingo 28 de abril, como parte de las elecciones generales convocadas por Real Decreto dispuesto el 4 de marzo de 2019 y publicado en el Boletín Oficial del Estado el día siguiente. Se eligieron los 4 diputados del Congreso correspondientes a la circunscripción electoral de León, mediante un sistema proporcional (método d'Hondt) con listas cerradas y un umbral electoral del 3%.

## Resultados
Los comicios depararon 2 escaños al Partido Socialista Obrero Español y 1 al Partido Popular y a Ciudadanos
| Candidatura                                            | Candidatura                                            | Votos   | %                                       | Escaños                                 |
| ------------------------------------------------------ | ------------------------------------------------------ | ------- | --------------------------------------- | --------------------------------------- |
|                                                        | Partido Socialista Obrero Español (PSOE)               | 94 834  | 32,75                                   | 2                                       |
|                                                        | Partido Popular (PP)                                   | 68 138  | 23,53                                   | 1                                       |
|                                                        | Ciudadanos-Partido de la Ciudadanía (Cs)               | 50 612  | 17,48                                   | 1                                       |
| Unidas Podemos (Podemos-IU-Equo)                       | Unidas Podemos (Podemos-IU-Equo)                       | 34 794  | 12,02                                   | 0                                       |
| Vox (Vox)                                              | Vox (Vox)                                              | 33 449  | 11,55                                   | 0                                       |
| Partido Animalista Contra el Maltrato Animal (PACMA)   | Partido Animalista Contra el Maltrato Animal (PACMA)   | 2293    | 0,79                                    | 0                                       |
| Partido Regionalista del País Leonés (PREPAL)          | Partido Regionalista del País Leonés (PREPAL)          | 1441    | 0,50                                    | 0                                       |
| Por un Mundo Más Justo (PUM+J)                         | Por un Mundo Más Justo (PUM+J)                         | 410     | 0,14                                    | 0                                       |
| Partido Comunista de los Trabajadores de España (PCTE) | Partido Comunista de los Trabajadores de España (PCTE) | 392     | 0,14                                    | 0                                       |
| Recortes Cero-Grupo Verde (R0-GV)                      | Recortes Cero-Grupo Verde (R0-GV)                      | 287     | 0,10                                    | 0                                       |
| Votos válidos                                          | Votos válidos                                          | 286 653 | 100,00                                  | 4                                       |
| Votos nulos                                            | Votos nulos                                            | 4169    | Participación: · \| \| 75,92 % \| 4,78% | Participación: · \| \| 75,92 % \| 4,78% |
| Votantes                                               | Votantes                                               | 293 712 | Participación: · \| \| 75,92 % \| 4,78% | Participación: · \| \| 75,92 % \| 4,78% |
| Electores                                              | Electores                                              | 386 864 | Participación: · \| \| 75,92 % \| 4,78% | Participación: · \| \| 75,92 % \| 4,78% |
|                                                        | 75,92 %                                                |         |                                         |                                         |

## Diputados electos
Relación de diputados electos:
| N.º | Nombre                           | Lista | Lista |
| --- | -------------------------------- | ----- | ----- |
| 1   | Javier Alfonso Cendón            |       | PSOE  |
| 2   | María del Carmen González Guinda |       | PP    |
| 3   | Justo Fernández González         |       | Cs    |
| 4   | Andrea Fernández Benéitez        |       | PSOE  |